# Apocuma brasiliense
Apocuma brasiliense is een zeekommasoort uit de familie van de Bodotriidae. De wetenschappelijke naam van de soort is voor het eerst geldig gepubliceerd in 1973 door Jones.